# Sahfa
Sahfa (DMG ṣaḥfa) ist eine einfellige Stieltrommel, die aufgrund ihrer besonderen Bauform zu den Rahmentrommeln oder den Kesseltrommeln gezählt werden kann und nur in der Tihama, der Küstenregion am Ostufer des Roten Meeres, dort vor allem im nördlichen Jemen vorkommt. Sie wird in der ländlichen Unterhaltungsmusik solistisch, zur Gesangsbegleitung oder in einem kleinen Trommelensemble gespielt.

## Bauform
Von der großen Zahl der unterschiedlichen jemenitischen Trommeltypen sind viele nur in bestimmten Gebieten bekannt, einige werden besonderen Bevölkerungsgruppen zugeordnet. Am weitesten verbreitet unter den traditionellen jemenitischen Trommeln sind zweifellige Zylindertrommeln, die allgemein tabl genannt und durch einen Namenszusatz oder regionale Bezeichnungen differenziert werden. Eine weitere Gruppe bilden hohe oder flache Kesseltrommeln mit einem halbrunden, geschlossenen Korpus. Bei den flachen Kesseltrommeln wird ein eher kantiger Korpus als mirfa’ bezeichnet und von der tāsa mit einem gerundeten Korpus unterschieden. Hinzu kommen die relativ großen, unten offenen Rahmentrommeln (allgemein duff ohne Rasseln, oder mit Rasseln an der Innenseite tār). Der tār mit einem Holzrahmen von annähernd zehn Zentimetern Höhe und einem Durchmesser von etwas über 40 Zentimetern kommt an vielen Orten im Hochland, aber nicht in der Tihama vor.
Die ähnlich große ṣaḥfa der Tihama besitzt einen Rahmen aus gebranntem Ton (turāb), der mit einer enthaarten und luftgetrockneten Rinderhaut bespannt ist. Im Unterschied zu den Rahmentrommeln wird die Membran nicht am Korpus befestigt, sondern über den unteren Rand gezogen und an einem großen Eisendrahtring verschnürt, sodass an der Unterseite nur eine kreisförmige Öffnung von 10 bis 15 Zentimetern Durchmesser verbleibt. Die äußere Form entspricht somit den schalenförmigen Flachkesseltrommeln, wie sie unter dem Namen ṭāsa weiter südlich im Hadramaut vorkommen. Einen Korpus aus Ton besitzen im Jemen ansonsten auch die großen, tiefbauchigen Kesseltrommeln, die als mirfʿ (Sg.) in der Tihama das führende Instrument in den Trommelensembles darstellen. Antipodisch ragen bei der ṣaḥfa  auf beiden Seiten kurze Holzstiele aus dem Rahmen, beide sind innen nicht miteinander verbunden.

## Spielweise
Ebenso wie die Bauform ist die Spielweise für den Jemen einzigartig. Der Musiker steckt sich einen Stiel in den breiten Gürtel seines Gewandes, mit welchem der traditionell gekleidete jemenitische Mann den obligaten Krummdolch (ǧambiya) vor dem Bauch befestigt. Den oberen Stiel der Trommel umfasst er mit seinem linken Handgelenk, die Membran zeigt nach außen. Die Trommel wird mit beiden Händen geschlagen. Die rechte, mit dem Ballen am Rand aufgelegte Hand schlägt mit den vorderen Fingergliedern weit Richtung Mitte des Fells den tiefer klingenden Grundrhythmus, während die linke Hand mit dem Mittelfinger knapp am Rand die höheren Zwischenschläge hinzufügt. Auf dieselbe Weise werden auch die Rahmentrommeln gespielt. Die Hauptschläge heißen nach dem Wort für die weit verbreiteten arabischen Kesseltrommeln naqarāt, die ergänzenden und verzierenden Schläge der linken Hand daqqāt.
Ein weiteres rhythmisches und klangliches Element kommt hinzu, wenn der Spieler mit der linken Hand die Trommel periodisch gegen den Körper drückt. Dadurch wird die untere Öffnung zeitweilig geschlossen, wodurch sich der Schallraum reduziert. Es entstehen die Klangfarbe verändernde Obertonmodulationen und jaulende Tonhöhen. Ebensolche Effekte können in Afrika mit der kamerunischen Kerbstegzither mvet, dem von den ǃKung im südlichen Afrika gespielten Musikbogen nǁkau mit Kalebassenresonator und einigen Lamellophonen produziert werden.

## Verbreitung
Arabisch ṣaḥfa bezeichnet in unterschiedlichen Zusammenhängen flache Ton- oder wie gadaḥ (in westarabischen Dialekten gdaḥ) Holzschalen. Nach al-Ghazālī im 11. Jahrhundert ist ṣaḥfa, persisch ķaṣaʿ, eine große flache Holzschüssel, aus der nach dem Vorbild des Propheten sieben bis zehn Personen ihr gemeinsames Mahl einnehmen. Ferner war ṣaḥfa früher ein maghrebinisches Hohlmaß. Gabriele Braune erwähnt mit der Schreibweise ṣaḥfah eine „Schnarrtrommel“ in der Tihama und meint vermutlich dasselbe Instrument.
In der Bevölkerung der Tihama sind durch Migration und Handelsbeziehungen schwarzafrikanische kulturelle Einflüsse erkennbar. Zu den Besonderheiten der Tihama-Musik gehört ein Trommelensemble, das von der sozial niedrig stehenden Bevölkerungsschicht afrikanischen Ursprungs (Akhām) im Gouvernement al-Hudaida bei religiösen Prozessionen gespielt wird. Zu ihren Volkstänze begleitenden Instrumenten gehören die Zylindertrommel ṭabl, verschiedene, mit Schlegeln gespielte Kesseltrommeln mirfaʿ, ṭāsa und miškal sowie die ṣaḥfa. Ein solches Trommelensemble der Akhām wird besonders für den Zar-Besessenheitskult der Frauen benötigt. In Saudi-Arabien begleiten die ṣaḥfa (dort auch zalafa), eine Zylindertrommel aus Ton (tubul) und weitere Trommeln Sänger und Volkstänze. Ein anderes, mit Afrika verbundenes Musikinstrument in der Tihama ist die Leier simsimiyya, die von Nubien nach Ägypten und vom Jemen bis Sansibar gelangte.
In einem traditionellen jemenitischen Ensemble kommen mehrere Trommeltypen zusammen mit nur jeweils einem, die Gesangsstimme begleitenden Melodieinstrument zum Einsatz. Einzeln gespielte Längsflöten heißen madrūf (kurz, mit vier Grifflöchern), schabāba, nāy und qasaba, ein Einfachrohrblattinstrument mit zwei verbundenen kurzen Spielrohren ist die mizmār. Die Trommelgruppe kann zum Beispiel aus einer tabl, ein bis zwei kleinen Kesseltrommeln und einer sahfa bestehen, andernorts werden (wurden) tabl und der Metallteller sahn nuhāsī kombiniert. Die Gruppen treten überwiegend bei Hochzeiten und anderen Familienfeiern auf.
Die städtische Musikszene bevorzugt seit der zweiten Hälfte des 20. Jahrhunderts in der gesamtarabischen Popularmusik verbreitete Trommeln wie die Bechertrommel darbuka oder die Rahmentrommel mit Schellen riq, analog zur kosmopolitischen Tendenz bei den Lauten: der jemenitische qanbūs machte dem arabischen ʿūd Platz.